# Abou El Hassan
Pour les articles homonymes, voir El Hassan.
Abou El Hassen (anciennement Cavaignac durant la colonisation française) est une commune de la wilaya de Chlef en Algérie, considérée comme l'une des plus anciennes communes, elle a été créée par le colonialisme français en 1880 sous le nom de Cavaignac Pour comprendre une soixantaine de résidents européens, en plus des habitants de la tribu "Beni Tamou" répartis dans les campagnes.
Abou El Hassen est située sur les rives de l'Oued Allala, à 54 km au nord de Chlef et 277 km au sud-ouest d'Alger. Elle se caractérise par ses terrains agricoles. Son climat méditerranéen tempéré et ses sols fertiles ont contribué à l'épanouissement des cultures de vigne et d'agrumes au cours de la période l’époque du colonialisme, et le blé et les céréales après l’indépendance.

## Histoire et Origine
Avant l'occupation française de l'Algérie, Abou El Hassen s'appelait "Beni Tamo", l'une des tribus Amazighes du Maghrawa, installées dans la région et comptant environ 1400 habitants.
En 1880, les autorités d'occupation françaises décidèrent d'établir dans la région une agglomération pouvant accueillir 60 habitants sur une superficie de 12 232 hectares. Cette nouvelle agglomération portait le nom de Louis Eugène Cavaignac, général français et ancien gouverneur de l'Algérie.
Après l'indépendance et en raison de la longue histoire de la région dans la guerre de libération, les autorités algériennes ont décidé de la renommer sous le nom « Abou El Hassen », en référence au surnom du martyr "Zanassni Abdelkader", l'un des martyrs de la guerre de libération algérienne au cours de laquelle il fut martyrisé en février 1962.

## Géographie

### Situation
La commune d'Abou El Hassen est située à environ 57 km au nord de la ville de Chlef. Elle est bordée au nord par les communes de Ténès et Sidi Abderrahmane, à l'est par la commune de Sidi Akkacha, à l'ouest par la commune de Talassa, et au sud par les communes de Tadjena et Bouzeghaia. En ce qui concerne les limites naturelles, l'Oued Allalah apparaît sur les côtés sud et est. Les frontières nord sont "Jabel Ghaida" et "El Ameri".
Outre son centre, la commune comprend : le village de Si El Walid (anciennement Khaloul), le quartier Kalaa 2 au nord, ainsi que le quartier Tafraoute et le quartier Mdjahidiya à l'est.

La commune occupe une superficie totale estimée à 9 900 hectares (99 km²), s'étendant entre les latitudes 23' 26' 36° nord et 42' 24' 36° nord, et les longitudes 9' 15' 1° est et 15' 9' 1° est.
| Sidi Abderrahmane Talassa | Sidi Abderrahmane, Tenes | Sidi Akkacha            |
| Talassa                   | Abou El Hassan           | Sidi Akkacha Bouzeghaia |
| Tadjena                   | Tadjena, Bouzeghaia      | Bouzeghaia              |

### Relief, géologie, Climat
En raison de sa situation au milieu d'un bassin sédimentaire, la commune d'Abou El Hassen se caractérise par ses zones plates de 2000 hectares. Elle est coupée d'est en ouest par Oued Allalah, qui se jette dans la Méditerranée. Au nord, la commune est limitée par "Djebel Ghaida" et "El Ameri", ces derniers se caractérisent par une végétation dense et une grande diversité écologique.

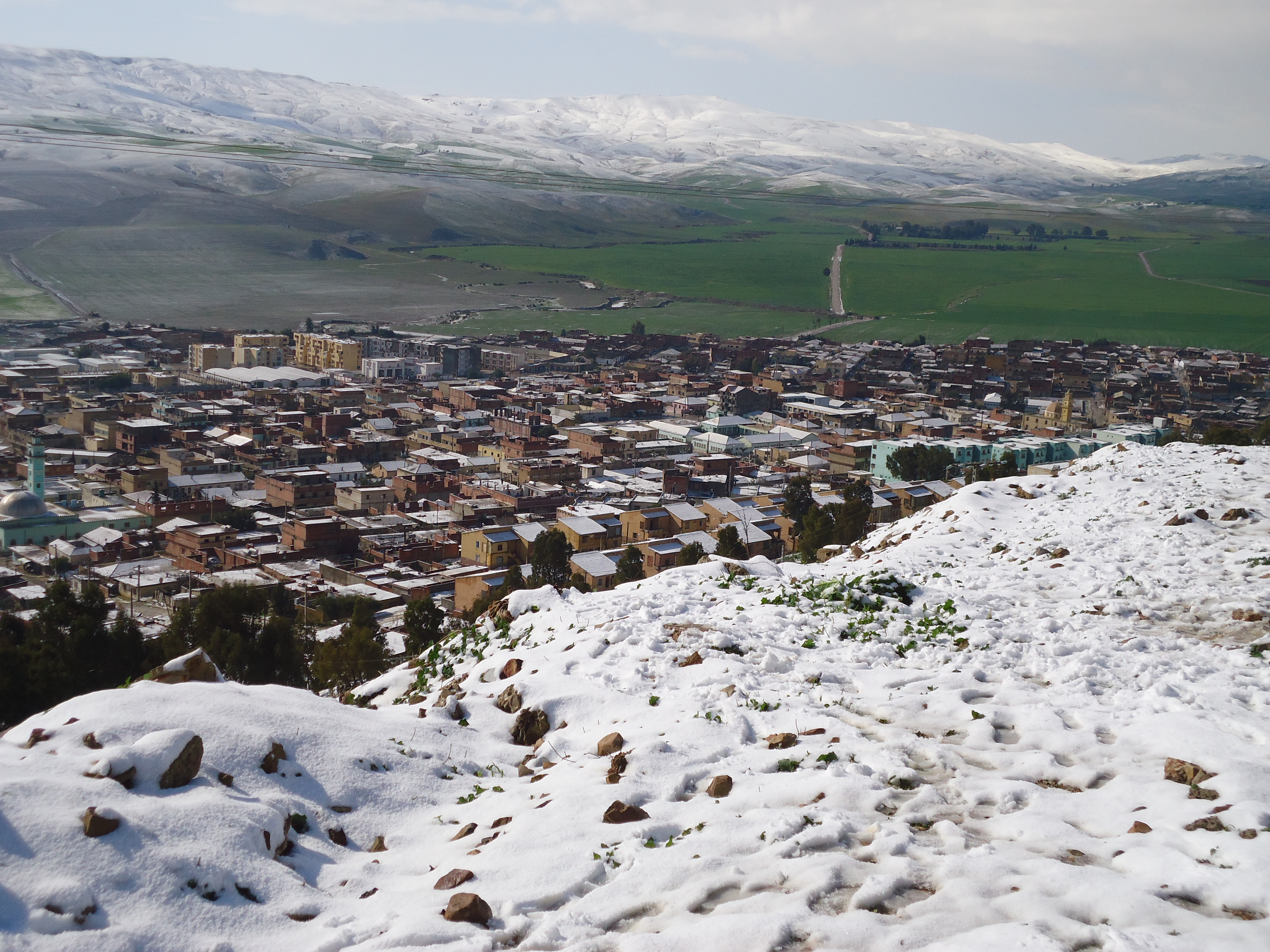
Abou El Hassen, février 2012.

Abou El Hassen est situé à une altitude d'environ 189 mètres, son climat méditerranéen est chaud en hiver et modéré en été, avec des températures moyenne de 15 degrés en hiver et de 30 degrés en été.
Elle possède également plusieurs puits et sources d'eau, cette dernière se caractérisant par sa qualité et sa disponibilité tout au long de l'année.

## Démographie
Avant l'occupation française de l'Algérie, la région était habitée par les tribus « Beni Tamo et Hamo ». Sa population était d'environ 1400 personnes. Au début du 20ᵉ siècle, avec sa création en tant que centre de population pour les européennes, la population est passée à 2501 personnes, principalement des autochtones. En 1954, le nombre de familles dans la commune d'Abou El Hassen atteignait 755 familles, dont 100 familles européennes.
Après l'indépendance, sa population était estimée à 20 164 en 1998 et à 22 756 après le recensement de 2008. Les données montrent que la population de la commune d'Abou Hassan était d'approximativement 31 428 habitants en 2017.

## Administration et politique
Après sa création en tant que centre de population par le décret du 10 novembre 1879, son conseil municipal était dirigé par "Philibert LAUPRÉTRE", qui était en même temps le maire de Ténès. "Vallier Louis" lui a succédé en 1886 après lui avoir donné le statut de municipalité pleinement fonctionnelle. Lors des élections de 1947, elle est devenue l'une des premières communes d'Algérie dirigée par un élu arabe, "Foukrach Thabat".
Après l'indépendance, elle a été dirigée par plusieurs présidents, à commencer par le Moudjahid "Agrid Mohammed", dit "Abderrezak".
En 1991, après la publication du décret exécutif n° 91/306 pour la division administrative, elle est devenue une Daïra composée de trois communes : Abou El Hassen, Tadjena⁣⁣ et Talassa⁣⁣.

## Économie
Abou El Hassen est une commune 100 % agricole, sa superficie arable est d'environ 7 300 hectares, dont 2 000 hectares de terres plates adaptées à toutes les cultures et en particulier à l'agriculture industrielle, notamment les vignes qui atteindre une superficie de 96 hectares en 1900. Par la suite, des points de stockage ont été construits à Abou El Hassen et à Khalloul.

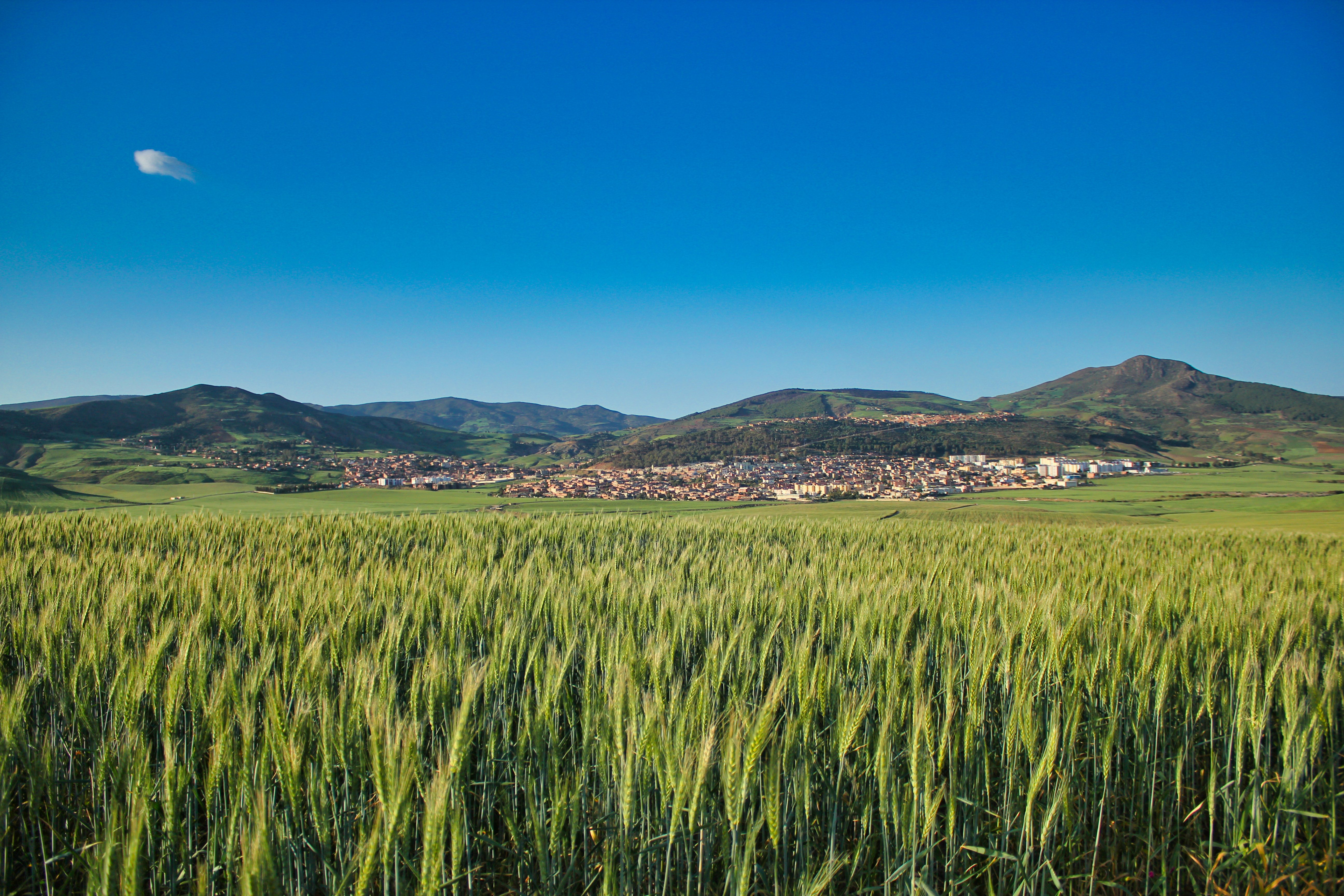
Les champs de blé.

Après l'indépendance et grâce à la politique de la révolution agricole du président Houari Boumedien, les vignobles ont été transformés en champs de blé, d'orge et de céréales diverses, ce qui a donné de très bons résultats à l'époque. En conséquence, un point de stockage appartenant à l'Office national des céréales a été mis en place.
Au début de leur présence dans la région, les européennes ont tenté d'introduire de nouvelles races animales. En 1898, en élevant des chameaux, puis en expérimentant l'adaptation de certains types de vaches et de moutons vivant dans des zones chaudes. Par la suite, des résultats plus encourageants ont été obtenus avec des moutons et des vaches locaux.
Ces dernières années, à la suite de l'augmentation de la demande, les installations d'élevage de volailles et de production d'œufs se sont étendues dans la région, en particulier dans les zones éloignées.
Il existe un complexe industriel dans la commune d'Abou El Hassen, à savoir l'usine de Sidal, spécialisée dans la production de matériaux en fer à souder et de générateurs.

## Culture, éducation et sports
La région d'Abou El Hassen était caractérisée par "Ouaadat El Ameri", qui attire les habitants des villes voisines. Ces dernières années, des spectacles de fantasy sont aussi organisés. Elle est également connue pour l'activité des industries traditionnelles telles que la poterie et les Zirabi.
Abou El Hassen compte huit écoles primaires, trois collèges, un lycée et un centre de formation professionnelle. Il possède un centre culturel, une maison des jeunes, une bibliothèque et une maison de scouts. Il comprend aussi plusieurs mosquées, dont la mosquée nationale d'Abou Bakr Al-Siddiq.
Les installations sportives sont présentes aussi, dont la plus importante, le stade municipal de l'équipe sportive "CR d'Abou El Hassen".

## Sources, notes et références
1. ↑  « VILLES - NOMS — Encyclopédie-de-L'AFN_1830-1962 », sur encyclopedie-afn.org (consulté le 9 décembre 2023)
2. ↑  « تعذيب وقتل وتنكيل ببطلات أرعبن الاستعمار لتحيا الجزائر! », sur جزايرس (consulté le 9 décembre 2023)
3. ↑  L'Office national des statistiques (Algérie), « Répartition de la population résidente des ménages ordinaires et collectifs, selon la commune de résidence et la dispersion. Données du recensement général de la population et de l'habitat de 2008 »
4. ↑  « Images de TENES :: ETAT CIVIL de CAVAIGNAC  1884 - 1905 :: 1895_1 », sur tenes.info (consulté le 9 décembre 2023)
5. ↑  Journal Officiel Algérie, « Le décret exécutif n° 91-306 fixant la liste des communes animées par chaque chef de daïra », 24 août 1991,‎ 24 août 1991 (lire en ligne [PDF])
6. ↑  « وعدة بني تامو ببلدية ابو الحسن » (consulté le 14 décembre 2023)